# Stephen Ireland
Stephen James Ireland (* 22. August 1986 in Cobh, Irland) ist ein irischer Fußballspieler.

## Karriere
Der Mittelfeldspieler spielte seit seinem 15. Lebensjahr für Manchester City. Im August 2010 wechselte er zu Aston Villa. In der Winterpause 2010/11 wurde Ireland bis zum Ende der Saison an Newcastle United verliehen.
Zur Saison 2013/14 wurde Ireland an Stoke City verliehen und im Januar 2014 schließlich fest verpflichtet.